# Triéthylsilanol
Le triéthylsilanol est un composé organosilicié de formule chimique (CH3CH2)3SiOH. Cet organosilanol se présente comme un liquide inflammable susceptible de former des vapeurs explosives avec l'air.
Il peut être obtenu par hydrolyse du triéthylfluorosilane (CH3CH2)3SiF :
(CH3CH2)3SiF + H2O ⟶ (CH3CH2)3SiOH + HF.
Selon deux études, le triméthylsilanol (CH3)3SiOH et le triéthylsilanol seraient plus efficaces que les alcools analogues que sont le ter-butanol (CH3)3COH et le 3-éthylpentan-3-ol (CH3CH2)3COH comme substances antimicrobiennes contre les bactéries Escherichia coli et Staphylococcus aureus,.